# Isochromodes grisea
Isochromodes grisea là một loài bướm đêm trong họ Geometridae.